# Autonomiekosten
Autonomiekosten sind in der Organisationstheorie jene Kosten, die im Zusammenhang mit der Arbeitsteilung, der Delegation von Aufgaben, Kompetenzen und Verantwortung oder bei der Dezentralisation durch mangelnde oder fehlende Koordination entstehen.

## Allgemeines
Autonomiekosten treten auf bei prozessbedingten Interdependenzen zwischen nicht koordinierten Organisationseinheiten und beeinflussen die Effizienz autonomer Entscheidungsfindung. Ein Verzicht auf Koordination verursacht mithin Autonomiekosten. Organisationseinheiten sind beispielsweise Abteilungen oder Stellen.

## Inhalt
Das wesentliche Problem besteht darin, dass Aktivitäten (wie eine Entscheidung) einer Organisationseinheit Auswirkungen auf andere Organisationseinheiten haben können, weil wechselseitige Interdependenzen bestehen. Arbeitsteilung, Delegation oder Dezentralisation führen dazu, dass Arbeitsvorgänge wieder zwecks gegenseitiger Abstimmung zusammengeführt werden müssen (Koordination), was Aufwand (Koordinationskosten) auslöst.
Diese Koordinationskosten entstehen, wenn bestimmte Aktivitäten einer Stelle innerhalb eines Unternehmens nicht mit anderen, einzubeziehenden Stellen abgestimmt werden, weil es an erforderlicher Koordination fehlt. Eine interpersonelle Arbeitsteilung kann ohne weitere Maßnahmen negative Folgen nach sich ziehen, wenn die einzelnen Organisationseinheiten bis zu einem gewissen Grad voneinander unabhängig handeln. So können Doppelarbeiten mehrerer Stellen infolge der gegenseitigen Unkenntnis entstehen oder Betriebsstörungen als Folge einer mangelnden Synchronisation des Produktionsprozesses.
Autonomiekosten sind die Folge der Arbeitsteilung. Durch deren Koordination können Autonomiekosten vermindert oder vermieden werden mit der Folge, dass der entstandene Koordinationsaufwand zu Koordinationskosten führt.

## Arten
Unterschieden wird zwischen vertikalen und horizontalen Autonomiekosten:
- Vertikale Autonomiekosten werden durch Strukturierungsmaßnahmen hervorgerufen. Beispielsweise führt die Weitergabe von Entscheidungen an untere Hierarchie-Ebenen zu Autonomiekosten.
- Horizontale Autonomiekosten sind bei gegebenem Strukturierungsgrad auf Segmentierungsmaßnahmen bei Entscheidungsproblemen zurückzuführen. Beispielsweise können Interdependenzen dazu führen, dass die Durchsetzung einer Entscheidung einer Stelle das Entscheidungsfeld einer anderen Stelle zielrelevant verändert.[7]

## Wirtschaftliche Aspekte
Die Koordination im Unternehmen erfolgt durch Kommunikation. Die Kommunikation verursacht Kommunikationskosten, und der Verzicht auf Kommunikation führt zu Autonomiekosten. Das Verhältnis dieser beiden Kostenarten wird als organisatorische Effizienz bezeichnet. Die Abwägung beider Komponenten führt zur Koordinationseffizienz. Die völlige Autonomie der Teilbereiche verursacht keine Kommunikationskosten, aber hohe Autonomiekosten; umgekehrt verursacht eine optimale Koordination keine Autonomiekosten, aber hohe Kommunikationskosten.
Die Koordination der Teilbereichsaktivitäten löst Koordinationskosten aus, die mangelnde Berücksichtigung der Interdependenzen führt demgegenüber zu Autonomiekosten. Durch geeignete Organisationsformen kann sichergestellt werden, dass einerseits möglichst geringe Autonomiekosten anfallen und andererseits auch die Kosten der Koordination selbst (Koordinationskosten) minimiert werden.

## Abgrenzung
Pendant sind die Koordinations- oder Abstimmungskosten, die bei einer Koordination zwischen beteiligten Stellen anfallen.